# Radical 164
Le radical 164, qui signifie le vin ou l'alcool, est un des 20 des 214 radicaux chinois répertoriés dans le dictionnaire de Kangxi composés de sept traits.
Le caractère Unicode de 酉 est 9149.

## Caractères avec le radical 164
| nombre de traits          | caractères                                |
| ------------------------- | ----------------------------------------- |
| Sans trait supplémentaire | 酉                                        |
| 2 traits supplémentaires  | 酊 酋                                     |
| 3 traits supplémentaires  | 酌 配 酎 酏 酐 酑 酒                      |
| 4 traits supplémentaires  | 酓 酔 酕 酖 酗 酘 酙 酚 酛 酜 酝 酞       |
| 5 traits supplémentaires  | 酟 酠 酡 酢 酣 酤 酥                      |
| 6 traits supplémentaires  | 酦 酧 酨 酩 酪 酫 酬 酭 酮 酯 酰 酱       |
| 7 traits supplémentaires  | 酲 酳 酴 酵 酶 酷 酸 酹 酺 酻 酼 酽 酾 酿 |
| 8 traits supplémentaires  | 醀 醁 醂 醃 醄 醅 醆 醇 醈 醉 醊 醋 醌    |
| 9 traits supplémentaires  | 醍 醎 醏 醐 醑 醒 醓 醔 醕 醖 醗          |
| 10 traits supplémentaires | 醘 醙 醚 醛 醜 醝 醞 醟 醠 醡 醢 醣 醤    |
| 11 traits supplémentaires | 醥 醦 醧 醨 醩 醪 醫 醬                   |
| 12 traits supplémentaires | 醭 醮 醯 醰 醱                            |
| 13 traits supplémentaires | 醲 醳 醴 醵 醶 醷 醸                      |
| 14 traits supplémentaires | 醹 醺 醻                                  |
| 16 traits supplémentaires | 醼                                        |
| 17 traits supplémentaires | 醽 醾 醿 釀                               |
| 18 traits supplémentaires | 釁 釂                                     |
| 19 traits supplémentaires | 釃 釄                                     |
| 20 traits supplémentaires | 釅                                        |